# Progressione del record mondiale dei 50 m rana
In vasca corta (25 metri) i record del mondo sono omologati dalla FINA dal 3 marzo 1991.

## Uomini

### Vasca lunga
| #                                            | Tempo | +  | Atleta                | Nazionalità   | Data           | Evento                                    | Luogo                   | Ref   |
| -------------------------------------------- | ----- | -- | --------------------- | ------------- | -------------- | ----------------------------------------- | ----------------------- | ----- |
| -                                            | 27"61 |    | Aleksander Žaburiya   | Ucraina       | 27 aprile 1996 | Ukraine Olympic Trials                    | Charkiv, Ucraina        |       |
| Record riconosciuti ufficialmente dalla FINA |       |    |                       |               |                |                                           |                         |       |
| 1                                            | 27"49 |    | Anthony Robinson      | Stati Uniti   | 29 marzo 2001  | USA Nationals & World Championship Trials | Austin, Stati Uniti     |       |
| 2                                            | 27"39 |    | Ed Moses              | Stati Uniti   | 31 marzo 2001  | USA Nationals & World Championship Trials | Austin, Stati Uniti     |       |
| 3                                            | 27"18 |    | Oleh Lisohor          | Ucraina       | 2 agosto 2002  | Campionati europei                        | Berlino, Germania       |       |
| 4                                            | 27"06 | sf | Cameron van der Burgh | Sudafrica     | 18 aprile 2009 | Campionati sudafricani                    | Durban, Sudafrica       |       |
| 5                                            | 26"89 | sf | Felipe França Silva   | Brasile       | 8 maggio 2009  | Trofeo Maria Lenk                         | Rio de Janeiro, Brasile |       |
| 6                                            | 26"74 | sf | Cameron van der Burgh | Sudafrica     | 28 luglio 2009 | Campionati mondiali                       | Roma, Italia            |       |
| 7                                            | 26"67 |    | Cameron van der Burgh | Sudafrica     | 29 luglio 2009 | Campionati mondiali                       | Roma, Italia            |       |
| -                                            | 26"62 | sf | Adam Peaty            | Gran Bretagna | 22 agosto 2014 | Campionati europei                        | Berlino, Germania       |       |
| 8                                            | 26"62 | b  | Cameron van der Burgh | Sudafrica     | 4 luglio 2015  | Campionati mondiali                       | Kazan', Russia          |       |
| 9                                            | 26"42 | sf | Adam Peaty            | Gran Bretagna | 4 luglio 2015  | Campionati mondiali                       | Kazan', Russia          |       |
| 10                                           | 26"10 | b  | Adam Peaty            | Gran Bretagna | 25 luglio 2017 | Campionati mondiali                       | Budapest, Ungheria      |       |
| 11                                           | 25"95 | sf | Adam Peaty            | Gran Bretagna | 25 luglio 2017 | Campionati mondiali                       | Budapest, Ungheria      | [ 2 ] |

Legenda: Ref - Referto della gara;
Record non ottenuti in finale: (b) - batteria; (sf) - semifinale; (s) - staffetta prima frazione.

### Vasca corta
| #   | Tempo | + | Atleta                | Nazionalità | Data             | Evento                 | Luogo                       | Ref   |
| --- | ----- | - | --------------------- | ----------- | ---------------- | ---------------------- | --------------------------- | ----- |
| 1   | 27"00 |   | Mark Warnecke         | Germania    | 18 febbraio 1995 | Coppa del Mondo        | Gelsenkirchen, Germania     |       |
| 2   | 26"97 |   | Mark Warnecke         | Germania    | 8 febbraio 1997  | Coppa del Mondo        | Parigi, Francia             |       |
| 2 = | 26"97 |   | Mark Warnecke         | Germania    | 21 gennaio 1998  | Coppa del Mondo        | Sydney, Australia           |       |
| 2 = | 26"97 |   | Mark Warnecke         | Germania    | 28 novembre 1998 | Coppa del Mondo        | Fulda, Germania             |       |
| 3   | 26"70 |   | Mark Warnecke         | Germania    | 11 dicembre 1998 | Campionati europei     | Sheffield, Regno Unito      |       |
| 4   | 26"28 |   | Ed Moses              | Stati Uniti | 22 gennaio 2002  | Coppa del Mondo        | Stoccolma, Svezia           |       |
| 5   | 26"20 |   | Oleh Lisohor          | Ucraina     | 26 gennaio 2002  | Coppa del Mondo        | Berlino, Germania           |       |
| 6   | 26"17 |   | Oleh Lisohor          | Ucraina     | 21 gennaio 2006  | Coppa del Mondo        | Berlino, Germania           |       |
| 7   | 26"08 |   | Cameron van der Burgh | Sudafrica   | 8 novembre 2008  | Coppa del Mondo        | Mosca, Russia               |       |
| 8   | 25"94 |   | Cameron van der Burgh | Sudafrica   | 11 novembre 2008 | Coppa del Mondo        | Stoccolma, Svezia           |       |
| 9   | 25"43 |   | Cameron van der Burgh | Sudafrica   | 8 agosto 2009    | Campionati sudafricani | Pietermaritzburg, Sudafrica |       |
| 10  | 25"25 |   | Cameron van der Burgh | Sudafrica   | 14 novembre 2009 | Coppa del Mondo        | Berlino, Germania           | [ 3 ] |

Legenda: Ref - Referto della gara;
Record non ottenuti in finale: (b) - batteria; (sf) - semifinale; (s) - staffetta prima frazione.

## Donne

### Vasca lunga
| #                                            | Tempo | +     | Atleta           | Nazionalità   | Data              | Evento                                    | Luogo                    | Ref   |
| -------------------------------------------- | ----- | ----- | ---------------- | ------------- | ----------------- | ----------------------------------------- | ------------------------ | ----- |
| -                                            | 31"58 |       | Silke Hörner     | Germania Est  | 23 settembre 1988 |                                           | Seul, Corea del Sud      |       |
| -                                            | 30"95 |       | Penelope Heyns   | Sudafrica     | 26 luglio 1998    | Goodwill Games                            | New York, Stati Uniti    |       |
| Record riconosciuti ufficialmente dalla FINA |       |       |                  |               |                   |                                           |                          |       |
| 1                                            | 30"83 |       | Penelope Heyns   | Sudafrica     | 28 agosto 1999    | Campionati panpacifici                    | Sydney, Australia        |       |
| 2                                            | 30"57 | sf    | Zoë Baker        | Gran Bretagna | 30 luglio 2002    | XVII Giochi del Commonwealth              | Manchester, Regno Unito  |       |
| 3                                            | 30"45 |       | Jade Edmistone   | Australia     | 31 luglio 2005    | Campionati mondiali                       | Montréal, Canada         |       |
| 4                                            | 30"31 | b     | Jade Edmistone   | Australia     | 30 gennaio 2006   | AUS Nationals & Commonwealth Games Trials | Melbourne, Australia     |       |
| -                                            | 30"23 | [ 1 ] | Julija Efimova   | Russia        | 28 aprile 2009    | Campionati russi                          | Mosca, Russia            |       |
| -                                            | 30"05 | [ 1 ] | Julija Efimova   | Russia        | 28 aprile 2009    | Campionati russi                          | Mosca, Russia            |       |
| 5                                            | 30"23 |       | Amanda Reason    | Canada        | 8 luglio 2009     | CAN World Championship Trials             | Montréal, Canada         |       |
| 6                                            | 30"09 |       | Julija Efimova   | Russia        | 2 agosto 2009     | Campionati mondiali                       | Roma, Italia             |       |
| 7                                            | 29"95 |       | Jessica Hardy    | Stati Uniti   | 6 agosto 2009     | US Open Time Trials                       | Federal Way, Stati Uniti |       |
| 8                                            | 29"80 |       | Jessica Hardy    | Stati Uniti   | 7 agosto 2009     | US Open Time Trials                       | Federal Way, Stati Uniti |       |
| 9                                            | 29"78 | b     | Julija Efimova   | Russia        | 3 agosto 2013     | Campionati mondiali                       | Barcellona, Spagna       |       |
| 10                                           | 29"48 | sf    | Rūta Meilutytė   | Lituania      | 3 agosto 2013     | Campionati mondiali                       | Barcellona, Spagna       |       |
| 11                                           | 29"40 |       | Lilly King       | Stati Uniti   | 30 luglio 2017    | Campionati mondiali                       | Budapest, Ungheria       | [ 4 ] |
| 12                                           | 29"30 | sf    | Benedetta Pilato | Italia        | 22 maggio 2021    | Campionati europei                        | Budapest, Ungheria       |       |
| 12 =                                         | 29"30 | sf    | Rūta Meilutytė   | Lituania      | 29 luglio 2023    | Campionati mondiali                       | Fukuoka, Giappone        |       |
| 13                                           | 29"16 |       | Rūta Meilutytė   | Lituania      | 30 luglio 2023    | Campionati mondiali                       | Fukuoka, Giappone        |       |

Legenda: Ref - Referto della gara;
Record non ottenuti in finale: (b) - batteria; (sf) - semifinale; (s) - staffetta prima frazione.

### Vasca corta
| #    | Tempo | +     | Atleta          | Nazionalità   | Data              | Evento                 | Luogo                   | Ref   |
| ---- | ----- | ----- | --------------- | ------------- | ----------------- | ---------------------- | ----------------------- | ----- |
| 1    | 31"19 |       | Louise Karlsson | Svezia        | dicembre 1992     | Campionati europei     | Espoo, Finlandia        |       |
| 2    | 31"11 |       | Han Xue         | Cina          | 7 gennaio 1996    | Coppa del Mondo        | Hong Kong, Cina         |       |
| 3    | 30"98 |       | Han Xue         | Cina          | 11 gennaio 1996   | Coppa del Mondo        | Pechino, Cina           |       |
| 4    | 30"88 |       | Han Xue         | Cina          | 29 gennaio 1997   | Coppa del Mondo        | Glasgow, Regno Unito    |       |
| 5    | 30"77 |       | Han Xue         | Cina          | 2 febbraio 1997   | Coppa del Mondo        | Gelsenkirchen, Germania |       |
| 6    | 30"60 |       | Penelope Heyns  | Sudafrica     | 26 settembre 1999 | Campionati sudafricani | Durban, Sudafrica       |       |
| 7    | 30"56 |       | Luo Xuejuan     | Cina          | 3 dicembre 2001   | Coppa del Mondo        | Shanghai, Cina          |       |
| 7 =  | 30"56 |       | Li Wei          | Cina          | 3 dicembre 2001   | Coppa del Mondo        | Shanghai, Cina          |       |
| 7 =  | 30"56 |       | Emma Igelström  | Svezia        | 13 dicembre 2001  | Campionati europei     | Anversa, Belgio         |       |
| 8    | 30"53 |       | Zoë Baker       | Gran Bretagna | 4 gennaio 2002    | Campionati sudafricani | Durban, Sudafrica       |       |
| 9    | 30"51 |       | Zoë Baker       | Gran Bretagna | 16 gennaio 2002   | Coppa del Mondo        | Imperia, Italia         |       |
| 10   | 30"47 |       | Luo Xuejuan     | Cina          | 19 gennaio 2002   | Coppa del Mondo        | Parigi, Francia         |       |
| 11   | 30"43 |       | Emma Igelström  | Svezia        | 23 gennaio 2002   | Coppa del Mondo        | Stoccolma, Svezia       |       |
| 12   | 30"31 |       | Zoë Baker       | Gran Bretagna | 27 gennaio 2002   | Coppa del Mondo        | Berlino, Germania       |       |
| 13   | 30"24 |       | Emma Igelström  | Svezia        | 14 marzo 2002     | Campionati svedesi     | Göteborg, Svezia        |       |
| 14   | 29"96 |       | Emma Igelström  | Svezia        | 4 aprile 2002     | Campionati mondiali    | Mosca, Russia           |       |
| 14 = | 29"96 |       | Jade Edmistone  | Australia     | 25 settembre 2004 | Campionati australiani | Brisbane, Australia     |       |
| 15   | 29"90 |       | Jade Edmistone  | Australia     | 26 settembre 2004 | Campionati australiani | Brisbane, Australia     |       |
| 16   | 29"58 |       | Jessica Hardy   | Stati Uniti   | 10 aprile 2008    | Campionati mondiali    | Manchester, Regno Unito |       |
| 17   | 29"45 |       | Jessica Hardy   | Stati Uniti   | 17 ottobre 2009   | Coppa del Mondo        | Durban, Sudafrica       |       |
| 18   | 29"36 |       | Jessica Hardy   | Stati Uniti   | 7 novembre 2009   | Coppa del Mondo        | Mosca, Russia           |       |
| 19   | 28"96 | b     | Jessica Hardy   | Stati Uniti   | 11 novembre 2009  | Coppa del Mondo        | Stoccolma, Svezia       |       |
| 20   | 28"80 |       | Jessica Hardy   | Stati Uniti   | 15 novembre 2009  | Coppa del Mondo        | Berlino, Germania       |       |
| -    | 28"71 | [ 5 ] | Julija Efimova  | Russia        | 10 novembre 2013  | Coppa del Mondo        | Tokyo, Giappone         | [ 6 ] |
| 21   | 28"64 |       | Alia Atkinson   | Giamaica      | 26 ottobre 2016   | Coppa del Mondo        | Tokyo, Giappone         | [ 7 ] |
| 22   | 28"37 | sf    | Rūta Meilutytė  | Lituania      | 17 dicembre 2022  | Campionati mondiali    | Melbourne, Australia    |       |

Legenda: Ref - Referto della gara;
Record non ottenuti in finale: (b) - batteria; (sf) - semifinale; (s) - staffetta prima frazione.